# What Makes You Beautiful
"What Makes You Beautiful" är debutsingeln från det brittiska-irländska som pojkbandet One Direction. Den släpptes den 11 september 2011 som den ledande singeln från deras debutalbum Up All Night. Låten är skriven av Rami Yacoub, Carl Falk och Savan Kotecha. Låten är finns med i TV-spelen Just Dance 4 och Just Dance Wii U.

## Listplaceringar
| Lista (2011-2012) | Topplacering |
| ----------------- | ------------ |
| Australien        | 7            |
| Belgien           | 8            |
| Bulgarien         | 25           |
| Danmark           | 26           |
| Finland           | 20           |
| Frankrike         | 39           |
| Irland            | 1            |
| Kanada            | 7            |
| Nederländerna     | 63           |
| Nya Zeeland       | 2            |
| Portugal          | 11           |
| Schweiz           | 16           |
| Spanien           | 40           |
| Sverige           | 1            |
| Storbritannien    | 1            |
| Tyskland          | 40           |
| USA               | 4            |
| Österrike         | 28           |